# Missionskyrkan, Uppsala
Uppsala missionskyrka (Uppsala missionsförsamling) är en frikyrka i centrala Uppsala med ca 450 medlemmar, tillhörande trossamfundet Equmeniakyrkan.

## Verksamhet

### Samarbeten

#### Equmenia-församlingar
Missionskyrkan har sedan tidigare ett tätt samarbete med de församlingar som idag också tillhör Equmeniakyrkan. Alltså Baptistkyrkan, Österledskyrkan och Valsätrakyrkan. Missionskyrkan är också en av huvudmännen till den sociala verksamheten NybyVision.

#### Svenska kyrkan-församlingar
Den 3 oktober 2010 undertecknades ett samarbetsavtal mellan Svenska kyrkan i Uppsala och Svenska Missionskyrkan i Uppsala, med avsikten att skapa tätare ekumeniskt arbete emellan deras församlingar i Uppsala.

#### Fairtrade
Som "Kyrka för Fairtrade" arbetar Missionskyrkan med att informera om rättvis handel inom församlingen och använder sig så mycket som möjligt av Fairtrade-certifierade produkter. Kyrkan deltar också i större kampanjer kring detta.

## Historia
Missionsförsamlingen bildades 1870 som en EFS-församling genom en sammanslagning av den 1856 bildade Uppsala missionsförening och Uppsala Stadsmission bildad 1866 i syfte att bygga ett missionshus. Missionshuset invigt 1875 var ritat av arkitekten Erik Gustaf Sjöberg och kallades fram till 1918 Lutherska bönhuset, därefter Uppsala missionshus. Det kom att spela en betydande roll för utformandet av ett stort antal missionshus inte bara i Uppland utan i hela Sverige. Det var här Paul Petter Waldenström 1876 genomförde det enskilda nattvardsfirande som kom att bli startskottet för utträdet ur EFS och bildandet av Svenska Missionsförbundet (idag Equmeniakyrkan). 1881 försågs missionshuset som det andra av Svenska Missonsförbundets kapell (det första var Betlehemskapellet i Gävle) med en takryttare.
Nuvarande byggnaden för Missionskyrkan invigdes 1 advent 1983. Kyrkans konst har utförts av Olof Hellström, bibelbilder av Margareta Södersten-Johansson och orgeln har byggts av Nils-Olof Berg.

## Orgel
- 1889 byggde Christian Schuster, Östersund en orgel med 8 stämmor.
- 1922 byggde Furtwängler & Hammer, Hannover, Tyskland en orgel. Orgeln utökades 1938 av Bo Wedrup, Uppsala och 1951 av Åkerman & Lunds Nya Orgelfabriks AB, Sundbyberg. Efter utökandet hade orgeln 27 stämmor.

Den nuvarande mekaniska orgel byggdes 1985 av Nils-Olof Berg, Nye. Fasaden ritades av Ulf Oldaeus.
| Huvudverk I        | Öververk II     | Pedal        | Koppel  |
| Principal 8'       | Gedacktbas 8'   | Subbas 16'   | I/P     |
| Blockflöjt 8'      | Bourdon 8'      | Principal 8' | II/P    |
| Oktava 4'          | Salicional 8'   | Gedackt 8'   | II/I    |
| Italiensk flöjt 4' | Principal 4'    | Fagott 16'   | II 4'/P |
| Waldflöjt 2'       | Traversflöjt 4' |              |         |
| Cornettino II      | Svegel 2'       |              |         |
| Mixtur V           | Ters 1 3⁄5'     |              |         |
| Trumpet 8'         | Kvinta 1 1⁄3'   |              |         |
| Tremulant          | Oboe 8'         |              |         |
|                    | Tremulant       |              |         |